# Naturalismo (filosofia)

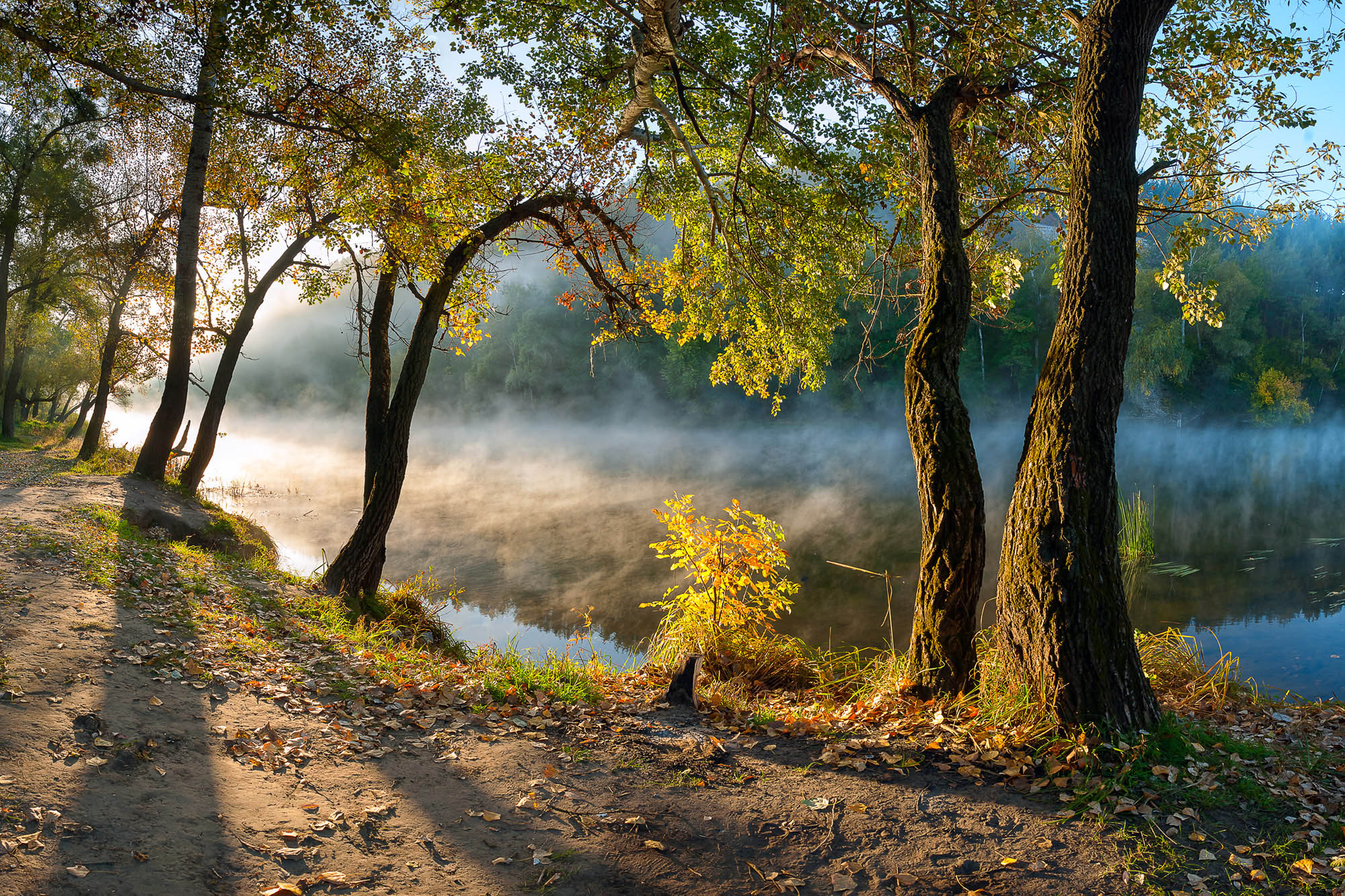
Paisagem natural na Ucrânia: segundo o naturalismo, todos os fenômenos possuem causas que podem ser encontradas na natureza, e não em algum fator transcendental, fora dela.

O naturalismo é, "em oposição ao sobrenatural ou espiritual, a ideia ou crença de que apenas as leis e as forças naturais operam no mundo; em extensão, a ideia ou crença de que não existe nada além do mundo natural". Os adeptos do naturalismo — ou seja, os naturalistas — afirmam que as leis naturais são as regras que regem a estrutura e o comportamento do universo natural; que cada etapa da evolução do universo é um produto dessas leis.
"Naturalismo, intuitivamente, pode ser separado em um componente metafísico e outro metodológico". Metafísica, aqui, refere-se ao estudo filosófico da natureza da realidade. O filósofo Paul Kurtz argumenta que a natureza é melhor explicada por referência aos princípios materiais. Esses princípios incluem massa, energia e outras propriedades físicas e químicas aceitas pela comunidade científica. Nesses termos, a acepção corrente de "naturalismo" implica a afirmação não cética de que divindades, espíritos e fantasmas não são reais, e que não existe um "propósito" na natureza. Tal crença absoluta no naturalismo é comumente referida como o naturalismo metafísico, ou de forma equivalente, naturalismo ontológico.
Por outro lado, considerando-se o naturalismo encontrado nos métodos de trabalho — sem necessariamente considerar o naturalismo como uma verdade absoluta com meras vinculações filosóficas, esse é então chamado de naturalismo metodológico. O assunto aqui é uma filosofia de aquisição de conhecimento; e a afirmação anterior sustenta-se atualmente, contudo de forma cética.
Com exceção dos panteístas— que acreditam que a natureza e Deus são uma e a mesma coisa — teístas contrapõem-se à ideia de que a natureza é tudo que existe. Eles acreditam em um ou mais deuses transcendentes ao natural, geralmente criador(es) da natureza. Embora as leis naturais ainda tenham um lugar em suas teologias, tidas nessas como secundárias,  as leis naturais não definem nem limitam as divindades, as causas primárias. Na maioria das correntes teístas, os deuses são vistos como entidades diretamente atuantes no mundo natural e aparte de suas leis naturais.
No século XX, Willard Van Orman Quine, George Santayana, e outros filósofos argumentaram que o sucesso do naturalismo na ciência significava que os métodos científicos também deviam ser usados na filosofia. Diz-se nesse caso que a ciência e a filosofia formam um continuum.

## A Ciência e o Naturalismo
"Naturalismo metodológico" é o naturalismo similar à visão adotada pela ciência, onde o método científico é a única forma efetiva de investigar a realidade universal. O naturalismo metodológico não necessariamente diz que os fenômenos e hipóteses inicialmente descritos como sobrenaturais não existem ou são necessariamente forjados, mas defende que todos os fenômenos no universo que podem de alguma forma ser percebidos e estudados pelo homem têm sido e por extrapolação cética são passíveis de serem estudados pelos mesmos métodos atrelados aos estudos dos fenômenos naturais já conhecidos (método científico), e que portanto qualquer coisa considerada inicialmente sobrenatural é ou inexistente — se não uma fraude uma ilusão atrelada às imperfeições dos sentidos — ou equivalente a um fenômeno natural.
Alguns naturalistas insistem que uma distinção legítima entre entidades sobrenaturais e entidades naturais não é sequer passível de ser feita em termos conceituais.
O naturalismo metodológico encontra forte corroboração em digressões cronológicas da ciência e de suas graduais descobertas. Após a consolidação de sua fundação com o processo de Galileu perante o Santo Ofício e sua subsequente disseminação, a ciência moderna, metodologicamente fundada no naturalismo, tem de forma sistêmica e inexorável trazido à tona explicações plenamente consistentes com a metodologia naturalista para uma ampla gama de fenômenos que até então por muitos eram notoriamente tidos como sobrenaturais ou mesmo transcendentais, incluindo-se na lista os fenômenos ligados à consciência e ao comportamento tanto humanos como dos demais animais. Nesses termos, ao menos sob à luz da ciência moderna, há muito os relâmpagos e trovões não são mais assumidos a priori serem manifestações de deidades como Thor;  a existência de  qualquer milagre tem até o momento sido gradualmente contestada, elucidada como fraude ou fenômeno natural, e por conseguinte cientificamente descartada; e a existência de espíritos — embora pergunta cientificamente válida — não encontra-se confirmada.
Ao naturalismo conforme encontrado na ciência, oriundo de considerações racionais acerca das evidências verificáveis e não de presunção dogmática que de antemão exclua a possibilidade de existência de outras explicações para os fenômenos no universo ou mesmo de fenômenos transcendentes ao universo tangível, dá-se  o nome de naturalismo metodológico. A ciência adota o naturalismo metodológico, sendo assim a ciência naturalista não por dogmatizar a invalidade de correntes ideológicas divergentes e fazer o universo "se ajustar" às regras naturalistas, a exemplo do que se afirma no naturalismo ontológico e busca-se fazer com o cientificismo, mas sim porque as evidências verificáveis e os fenômenos universais tangíveis corroboram de forma racional e lógica, quando metodicamente escrutinados, apenas o naturalismo e não o contraditório.
À parte as situações exacerbadas onde alguns atrelam uma mera melhora repentina em uma dor de cabeça a um milagre; e assumindo-se como exemplo a observação em humanos de regenerações de órgãos seriamente lesionados ou mesmo, em caso extremo, de um membro amputado; se para muitos a única explicação possível para tais fenômenos é a direta manifestação de ao menos uma entidade ou deidade sobrenatural onipotente — geralmente aclamando-se tal ocorrência como evidência necessária e sobretudo suficiente para demonstrar a existência dessa ou daquela deidade — aos olhos da ciência moderna ter-se-ia em tal situação um processo plenamente natural; explicável e compatível com as leis naturalistas que expressam as regularidades presentes na natureza, mesmo que o processo ainda não se mostre completamente compreendido quando primeiramente observado.
Em verdade, a ocorrência de processos similares ao da situação mais enfática citada encontra-se há muito verificada na natureza, em inúmeras espécies distintas, a exemplo em inúmeros insetos, platelmintos, répteis e salamandras — animais dotados de um poder de regeneração muito além do humano — e em casos não muito exóticos até mesmo em humanos, a exemplo a regeneração do fígado. Tais ocorrências, por tal plenamente naturais, em verdade embasam os fundamentos de áreas da biologia em notória expansão na atualidade: a biotecnologia atrelada ao estudo das células pluripotentes — as células tronco; bem como a biotecnologia atrelada à  engenharia genética.
Em virtude do sucesso que a ciência tem obtido na era atual, muitos extrapolam — não em acordo com os rigores da metodologia científica — a naturalismo metodológico científico ao naturalismo metafísico. Embora não contraditória à ciência atual, o segundo não estabelece a metodologia da ciência empregada hoje; embora muitos cogitem tal extrapolação.
Como exemplo de defensores do naturalismo metafísico na ciência, citam-se: Greg Graffin, Paul Kurtz, Richard Dawkins e outros.